# Thérèse Allah
Pour les articles homonymes, voir Allah (homonymie).
Thérèse Allah, née en 1935 dans le village de Gbofia dans la sous-préfecture de Toumodi (centre de la Côte d'Ivoire) et morte le 19 janvier 2020 à Djékanou (Côte d'Ivoire), mieux connue sous son appellation populaire Allah Thérèse, est une chanteuse traditionnelle ivoirienne.
Elle forme un duo musical avec son mari, l'accordéoniste N'Goran la Loi.

## Biographie
Allah Thérèse naît en 1935 dans le village de Gbofia. Portant toujours la même coiffure appelée « Akôrou Koffié », qui signifie en baoulé, sa langue maternelle, « la femme de l'araignée », Allah Thérèse est lead vocal d’un genre musical local dénommé Agbirô dans son village. Elle rencontre, dans les années 1950, à l'occasion de manifestations funéraires, N'Goran la Loi, lui aussi, lead vocal du même genre dans son propre village. Depuis 1956, date à laquelle ils produisent leur première œuvre, Ahoumo N'Seli, Allah Thérèse et son mari N'goran la Loi se produisent ensemble, l'une chantant et l'autre l'accompagnant à l'accordéon. Le couple totalise six albums dont le dernier, Doumi, a été réalisé en 2005.
Le 24 mai 2012, Allah Thérèse reçoit la distinction de chevalier de l’ordre du Mérite ivoirien ; et à partir de 2014, elle bénéficie d'une pension mensuelle de la part de l’État ivoirien qui s'est également engagé à lui offrir deux logements.
Allah Thérèse décède le 19 janvier 2020 à l'hôpital général de Djékanou à l'âge de 84 ans.

### Famille
Allah Thérèse épouse N'Goran la Loi. Celui-ci est originaire de Konankokorekro, un village situé à une vingtaine de kilomètres de la ville de Toumodi. Le 20 mai 2018, N'Goran la Loi décède à Konankokorékro.

## Discographie
Etran Ke Etran Laha / Kouadio Ayi Be

Bégnansou Moayé